# Сапармурат Овезбердыев
Сапармурат Овезбердыев (туркм .: Saparmyrat Ovezberdi) (21 февраля 1939, Бахарден — 19 июня 2009, США) — туркменский поэт, переводчик и журналист.

## Биография
Автор семи сборников стихов на туркменском языке, а также книги поэзии «Светлоликая» (на русском языке). В 1981 году также вышел сборник стихов и поэм Овезбердыева «Надежда» («лит. Viltis», на литовском языке в переводе известного каунасского поэта Робертаса Кетуракиса). Овезбердыев переводил на туркменский язык произведения литовских поэтов (Эдуардаса Межелайтиса, Саломеи Нерис и др.), отдельные стихи Расула Гамзатова, Тараса Шевченко, Леси Украинки и других литераторов.
Произведения самого Овезбердыева переводились также на немецкий, украинский, эстонский, турецкий, болгарский, азербайджанский, испанский, русский, якутский и другие языки.
Награждён памятной медалью и двумя почетными грамотами Литовской республики. Также известен своей журналистской деятельностью, работал корреспондентом туркменской службы радио «Свободная Европа».
В июле 2004 эмигрировал в Вашингтон из-за преследования со стороны тогдашней туркменской власти.
8 сентября 2004 Овезбердыев получил премию «David Burke Distinguished Journalism Award». Умер 19 июня 2009 после долгой и тяжелой болезни в США в штате Вирджиния. Похоронен в США.